# Pentagon

Un pentagon regulat

Pentagonul este un poligon cu cinci laturi și cinci unghiuri. Pentagoanele pot fi convexe sau concave. 
Un pentagon regulat are toate laturile egale și toate unghiurile egale (fiecare unghi interior are 108°, în cazul pentagonului convex, respectiv 36° în cazul celui stelat).
Un pentagon regulat convex, cu latura de lungime a are aria dată de formula:
{\displaystyle A={\frac {5a^{2}}{4}}\cot {\frac {\pi }{5}}={\frac {a^{2}}{4}}{\sqrt {25+10{\sqrt {5}}}}\approx 1,72048\,a^{2}}